# Anthephora pungens
Anthephora pungens är en gräsart som beskrevs av Clayton. Anthephora pungens ingår i släktet Anthephora och familjen gräs. Inga underarter finns listade i Catalogue of Life.